# Saraguro
De Saraguro is een indianenstam uit Ecuador, te vinden tussen Cuenca en Loja. Vermoedelijk is deze stam ten tijde van de Inca's verplaatst en komt de stam oorspronkelijk uit het zuiden van Peru of uit Bolivia. Het zijn dus zogenaamde "Mitimaes", naar de gewoonte van de inca's om veroverde stammen te verplaatsen naar een andere uithoek van het rijk.
De hoofdkleur in hun klederdracht is zwart. Mannen dragen zwarte kniebroeken en zwarte poncho's en een hoed. Vrouwen dragen zwarte rokken met fijne plooien (anaco), een onderrok (pollera), geborduurde bloezen en een reboso (wollen doek). Ze dragen juwelen van zilver, waarvan de tupo (een grote speld om de reboso bij elkaar te houden, en weleens een verdedigingswapen) het belangrijkste is, maar ook oorringen en veelkleurige halssnoeren. Vrouwen dragen eveneens een hoed.
Saraguro is tevens de naam van een stad in zuidelijk Ecuador.